# Gustavo Alberto de Sayn-Wittgenstein-Berleburg (2023)
Gustavo Alberto, príncipe de Sayn-Wittgenstein-Berleburg (26 de mayo de 2023) es el hijo mayor del príncipe Gustavo, VII de Sayn-Wittgenstein-Berlegurg y la princesa Carina. Es nieto de la princesa Benedicta de Dinamarca. 

## Biografía

### Nacimiento
El 18 de abril de 2023, Gustavo y Carina anunciaron que estaban esperando su primer hijo, que nacería en el verano, mediante gestación subrogada.
El 26 de mayo de 2023 tanto el portavoz de la familia como el de la familia real danesa anunciaron su nacimiento en Estados Unidos estando presentes ambos progenitores en el parto. 

### Bautizo
Fue bautizado el 26 de agosto de 2023 en el castillo familiar de Berleburg, en el estado alemán de Renania del Norte-Westfalia. Llevaba el mismo faldón que su padre el día de su bautizo en el 1969, una réplica del faldón original familiar.
Sus padrinos de bautismo fueron:
- Príncipe heredero Cristián de Dinamarca
- Princesa Teodora de Grecia y Dinamarca
- Ellen Hillingsø
- Arabella Gaggero
- Príncipe Francisco Alberto de Oettingen-Spielberg
- Príncipe Carlos Antonio de Waldeck y Pyrmont

### Hermanos
Tiene una hermana menor:
- Princesa Mafalda de Sayn-Wittgenstein-Berleburg[4]